# Sternwald Straße
Die Sternwald Straße (B 128) war eine Bundesstraße in Österreich, die das oberösterreichische Mühlviertel in Ost-West-Richtung durchquerte.
Sie führte von Freistadt über Bad Leonfelden, Vorderweißenbach, Helfenberg, Haslach, Rohrbach und Peilstein bis zur bayerischen Landesgrenze bei Kollerschlag. Der Name Sternwald bezeichnet das Waldgebiet rund um den 1122 m hohen Sternstein, das von der Sternwald Straße durchquert wird und ihr den Namen gab. Seit 1983 wird die Sternwald Straße als Teil der Böhmerwald Straße geführt.

## Geschichte
Die 52,4 km lange Sternwald Straße zwischen Freistadt und Rohrbach entstand 1932 durch Umbenennung von zwei Vorgängerstraßen:
- Die Leonfelden-Freistädter Bezirksstraße (19,1 km) führte von Leonfelden, wo sie von der Linz-Hohenfurther Landesstraße abzweigte, über Reichenthal nach Freistadt, wo sie in die Prager Reichsstraße mündete.
- Die Rohrbach-Haslach-Helfenberger Bezirksstraße (33,3 km) führte von Rohrbach aus über Haslach und Helfenberg nach Leonfelden. Sie besaß eine 3,8 km lange Abzweigung von Weißenbach bis zur böhmischen Landesgrenze, die 1932 in Guglwalder Straße umbenannt wurde.

Der westliche Streckenabschnitt (16,1 km) zwischen Rohrbach und der Landesgrenze bei Kollerschlag hieß ursprünglich Rohrbach-Peilsteiner Bezirksstraße und wurde 1932 in Peilsteiner Straße umbenannt.
Nach dem Anschluss Österreichs wurde die Sternwald Straße im Zuge der Vereinheitlichung des Straßensystems am 1. April 1940 in eine Landstraße I. Ordnung umgewandelt und als L.I.O. 25 bezeichnet.
Die Sternwald Straße zwischen Freistadt und Kollerschlag gehört seit dem 1. Jänner 1950 zum Netz der Bundesstraßen in Österreich. Die 73 km lange Bundesstraße umfasste nicht nur die 1932 eingerichtete Sternwald Straße, sondern auch die frühere Peilsteiner Straße. Seit dem 1. April 1983 wird die Sternwald Straße als Teil der Böhmerwald Straße geführt.